# Pidhajzi
Pidhajzi (ukrainisch Підгайці; russisch Подгайцы Podgaizy, polnisch Podhajce bzw. bis in die 1870er Jahre Podhayce) ist eine in der westlichen Ukraine in der Oblast Ternopil am Fluss Koropez gelegene Stadt.

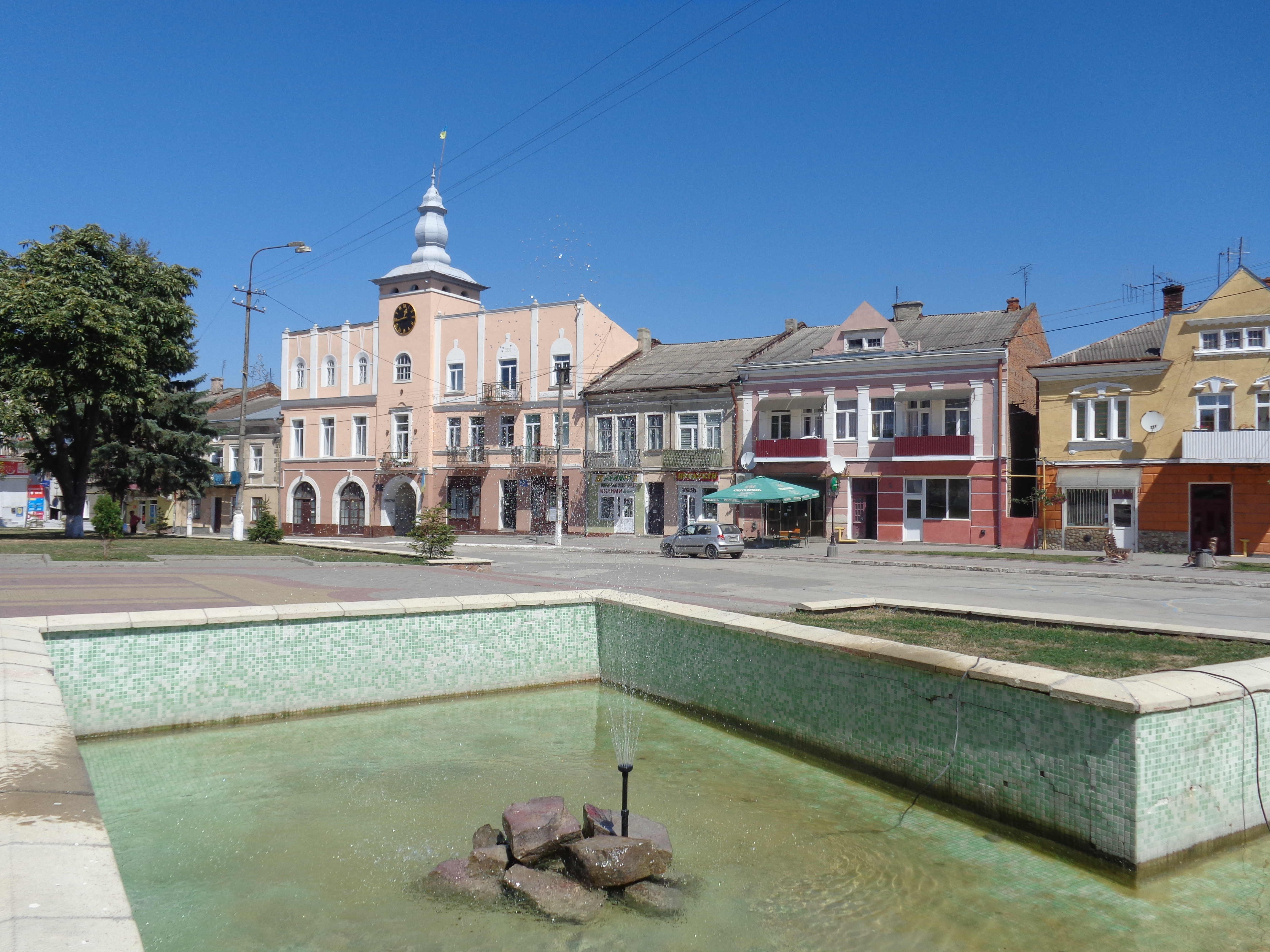
Blick auf das Rathaus im Ort

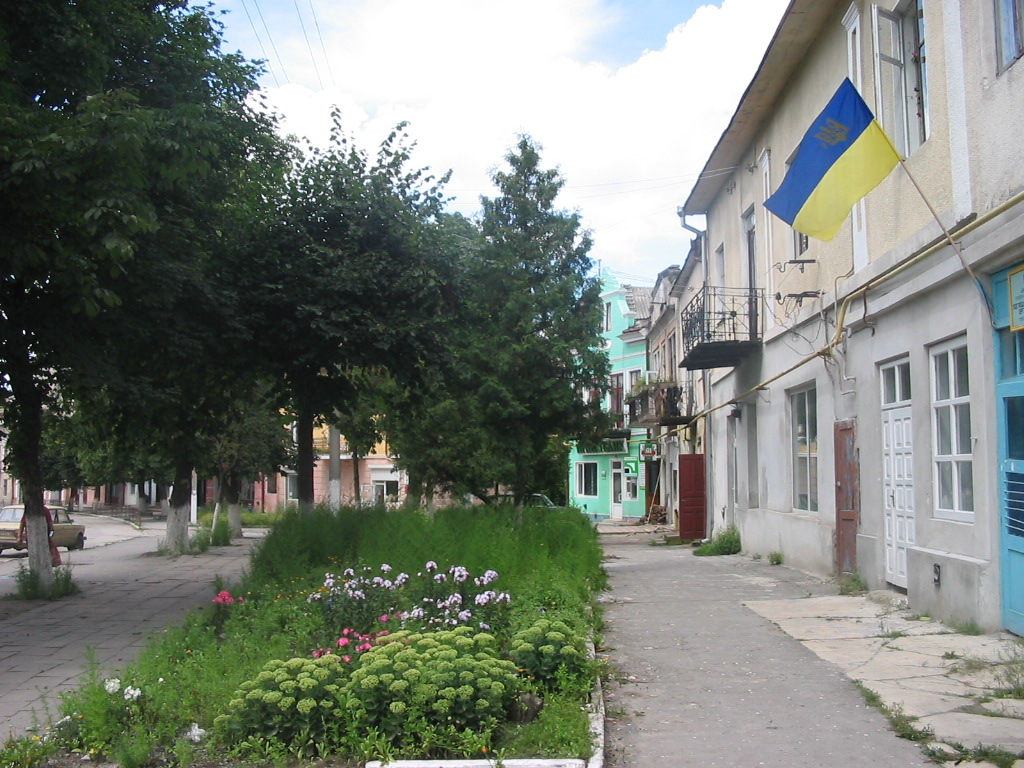
Hauptplatz im Ort

## Geschichte
Pidhajzi wurden 1539 durch ein königliches Dekret die Stadtrechte nach dem Magdeburger Recht gewährt, der Ort lag damals in der Woiwodschaft Ruthenien innerhalb der Adelsrepublik Polen.
Pidhajzi war der Austragungsort zweier bedeutender Schlachten zwischen Polen-Litauen und den Krimtataren im Bund mit einem Teil der Saporoger Kosaken.
- 6.–16. Oktober 1667 Schlacht bei Podhajce (1667)
- 8.–9. September 1698 Schlacht bei Podhajce (1698)

Pidhajzi gehörte seit der Ersten Teilung Polens 1772 zum Königreich Galizien und Lodomerien, das ein Teil des Habsburgisch-Österreichischen Reiches war (ab 1804: Kaisertum Österreich, ab 1867: Österreich-Ungarn). Seit 1850 war es Sitz der Bezirkshauptmannschaft Podhajce, ab 1867 dann auch der Sitz eines Bezirksgerichtes.
Im Jahr 1909 erhielt die Stadt durch die Lokalbahn Lemberg–Podhajce einen Bahnanschluss.
Nach dem Zerfall der Habsburgermonarchie am Ende des Ersten Weltkriegs im November 1918 war die Stadt kurzzeitig Teil der Westukrainischen Volksrepublik. Im Polnisch-Ukrainischen Krieg besetzte Polen im Juli 1919 auch die letzten Teile der Westukrainischen Volksrepublik. Am 21. November 1919 sprach der Hohe Rat der Pariser Friedenskonferenz Ostgalizien Polen zu.
Bis 1939 lag Pidhajzi auf polnischem Staatsgebiet und war von 1921 bis 1939 Teil der Woiwodschaft Tarnopol. Infolge des Hitler-Stalin-Pakts wurde die Gemeinde nach dem sowjetischen Überfall auf Polen im September durch die Sowjetunion annektiert und in die Ukrainische SSR integriert.
Seit dem Zusammenbruch der Sowjetunion im Jahr 1991 gehört Pidhajzi zur unabhängigen Ukraine.

## Verwaltungsgliederung
Am 12. Juni 2020 wurde die Stadt zum Zentrum der neugegründeten Stadtgemeinde Pidhajzi (Підгаєцька міська громада Pidhajezka miska hromada), bis dahin bildete es die gleichnamige Stadtratsgemeinde Pidhajzi (Підгаєцька міська рада/Pidhajezka miska rada) im Zentrum des Rajons Pidhajzi.
Seit dem 17. Juli 2020 ist sie ein Teil des Rajons Ternopil.
Folgende Orte sind neben dem Hauptort Pidhajzi Teil der Gemeinde:
| Name                     | Name            | Name                             | Name                  | Name |
| ukrainisch transkribiert | ukrainisch      | russisch                         | polnisch              |      |
| ------------------------ | --------------- | -------------------------------- | --------------------- | ---- |
| Bilokrynyzja             | Білокриниця     | Белокриница (Belokriniza)        | Białokiernica         |      |
| Bokiw                    | Боків           | Боков (Bokow)                    | Boków                 |      |
| Bronhaliwka              | Бронгалівка     | Бронгалевка (Brongalewka)        | Brongalówka           |      |
| Halytsch                 | Галич           | Галич (Galitsch)                 | Halicz                |      |
| Holendra                 | Голендра        | Галендра (Galendra)              | Holendry              |      |
| Holhotscha               | Голгоча         | Голгоча (Golgotscha)             | Hołhocze              |      |
| Hnyltsche                | Гнильче         | Гнильче (Hniltsche)              | Hnilcze               |      |
| Jabluniwka               | Яблунівка       | Яблоновка (Jablonowka)           | Jabłonówka            |      |
| Justyniwka               | Юстинівка       | Юстиновка (Justinowka)           | Justynówka            |      |
| Lyssa                    | Лиса            | Лыса                             | Łysa                  |      |
| Lytwyniw                 | Литвинів        | Литвинов (Litwinow)              | Litwinów              |      |
| Mosoliwka                | Мозолівка       | Мозолевка (Mosolewka)            | Mądzelówka            |      |
| Muschyliw                | Мужилів         | Мужилов (Muschilow)              | Mużyłów               |      |
| Mychajliwka              | Михайлівка      | Михайловка (Michailowka)         | Michałówka            |      |
| Myrne                    | Мирне           | Мирное (Mirnoje)                 | Telacze               |      |
| Nossiw                   | Носів           | Носов (Nossiw)                   | Nosów                 |      |
| Nowosilka                | Новосілка       | Новосёлка (Nowosjolka)           | Nowosiółka            |      |
| Panowytschi              | Пановичі        | Пановичи (Panowitschi)           | Panowice              |      |
| Poplawy                  | Поплави         | Поплавы (Poplawy)                | Popławy               |      |
| Rudnyky                  | Рудники         | Рудники (Rudniki)                | Rudniki               |      |
| Sahajzi                  | Загайці         | Загайцы (Sagaizy)                | Zahajce               |      |
| Sastawtsche              | Заставче        | Заставче                         | Zastawcze             |      |
| Saturyn                  | Затурин         | Затурин (Saturin)                | Zaturzyn              |      |
| Sawaliw                  | Завалів         | Завалов (Sawalow)                | Zawałów               |      |
| Serednje                 | Середнє         | Среднее (Sredneje)               | Seredne               |      |
| Silze                    | Сільце          | Сельцо (Selzo)                   | Siółko                |      |
| Sonjatschne              | Сонячне         | Солнечное (Solnetschnoje)        | Szkinderówka          |      |
| Stare Misto              | Старе Місто     | Старое Мисто (Staroje Misto)     | Stare Miasto          |      |
| Staryj Lytwyniw          | Старий Литвинів | Старый Литвинов (Stary Litwinow) | W Szynderowej Dolinie |      |
| Stepowe                  | Степове         | Степовое (Stepowoje)             | Rygalicha             |      |
| Tscherwen                | Червень         | Червень                          | Czerwien              |      |
| Uhryniw                  | Угринів         | Угринов (Ugrinow)                | Uhrynów               |      |
| Waha                     | Вага            | Вага (Waga)                      | Waga                  |      |
| Werbiw                   | Вербів          | Вербов (Werbow)                  | Werbów                |      |
| Wolyzja                  | Волиця          | Волица (Woliza)                  | Wolica                |      |

## Töchter und Söhne der Stadt
- Stanisław „Rewera“ Potocki (1579–1667), polnischer Staatsmann und Heerführer
- Moses David von Pidhajzi, Sabbatianer
- Chaim Samuel Jakob Falk (1708–1782), jüdischer Rabbiner, Kabbalist und Alchemist
- Ignacy Potocki (1750–1809), polnischer Staatsmann und Publizist

- Adolf Gelber (1856–1923), österreichischer Journalist und Schriftsteller
- Tadeusz Łomnicki (1927–1992), polnischer Schauspieler
- Jan Łomnicki (1929–2002), polnischer Regisseur
- Witalij Mandsyn (* 2003), ukrainischer Biathlet

## Sehenswürdigkeiten
- Der Neubau der Griechisch-katholischen Kirche in der Stadtmitte.
- Die 1653 fertiggestellte Uspenska-Kirche der orthodoxen Gemeinde.
- Die Ruine der 1634 erbauten Römisch-katholischen Kirche.
- Die Ruine der Mitte des 17. Jahrhunderts erbauten Synagoge.
- Ein gut erhaltener jüdischer Friedhof in der Nähe der Synagoge.